# AIM (satellite)
AIM (acronimo inglese per Aeronomy of Ice in the Mesosphere ovvero Aeronomia del ghiaccio nella mesosfera), a volte citato anche come Explorer 90, è un satellite artificiale messo in orbita dalla NASA nell'ambito del Programma Explorer, con lo scopo di determinare quali fattori - ad esempio temperatura, vapore acqueo, polveri - contribuiscono alla formazione di questo fenomeno naturale osservato per la prima volta nel 1885 e sempre più frequentemente da allora.
Immesso su un'orbita polare di 600 km di quota da un razzo Pegasus-XL con lancio aereo da un velivolo Lockheed L-1011 il 25 aprile 2007, conduce una missione dedicata allo studio delle nubi nottilucenti, la cui durata era stata inizialmente prevista in 26 mesi ma successivamente prolungata fino a settembre 2012. La sonda ha continuato a inviare dati per quasi 16 anni, fino a marzo 2023, quando la NASA ha annunciato di terminare il supporto poiché la sonda non stava più inviando il segnale, a causa di problema all'alimentazione della batteria.

## Il satellite e la strumentazione

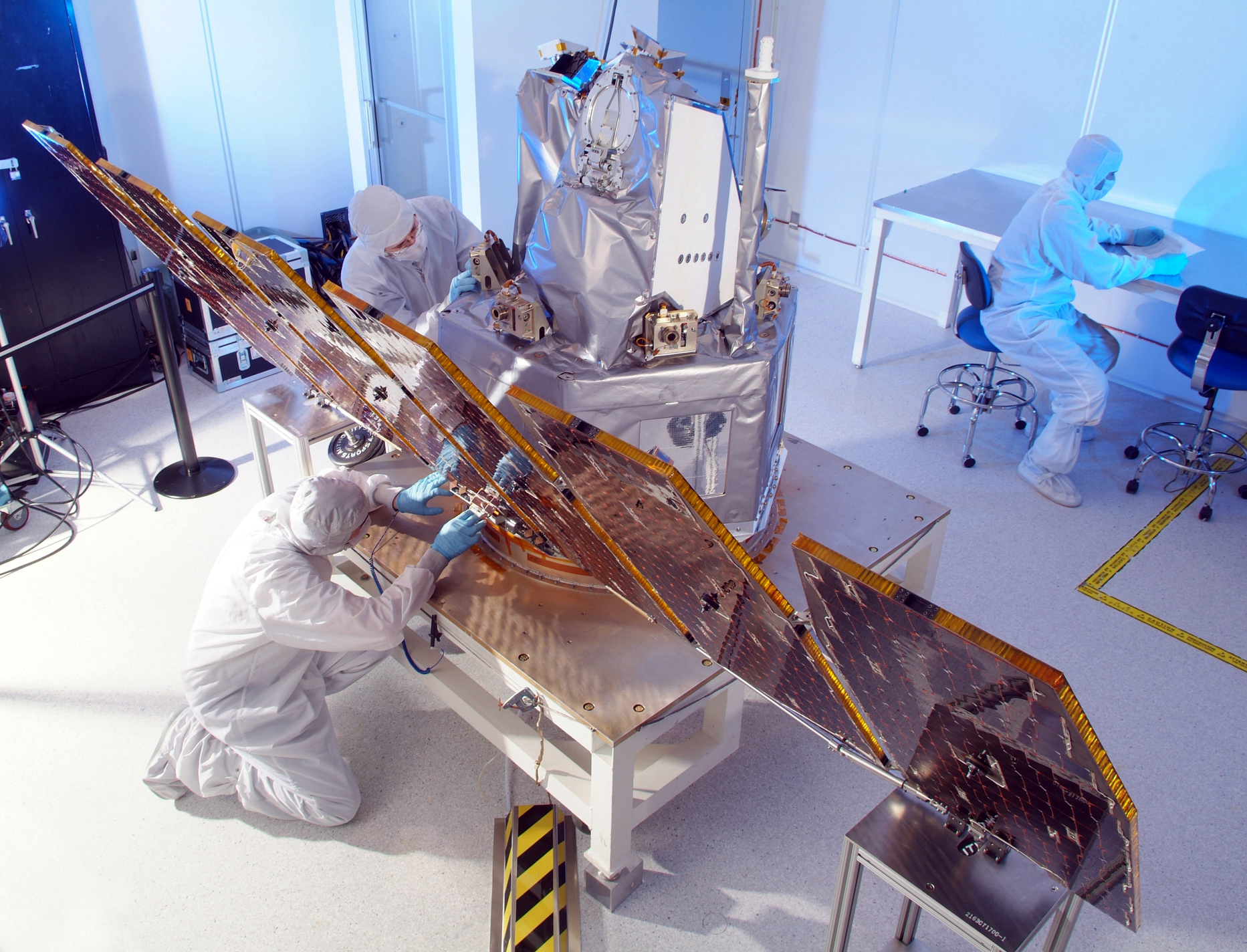
Il satellite AIM durante la fase di assemblaggio.

Il satellite, pesante circa 192 kg, è approssimativamente largo 110 cm e alto 140 cm, costituito nella metà inferiore da un corpo principale, per l'alloggiamento del combustibile e delle batterie, a forma di tamburo esagonale mentre l'altra metà è occupata dalla strumentazione. La parte esterna del satellite è costituita da 6 pannelli solari che possono essere dispiegati per costituire una superficie piana contigua.
La strumentazione comprende tre elementi:
1. CIPS (Cloud Imaging and Particle Size): con quattro telecamere diversamente angolate permette di stabilire le dimensioni delle particelle di ghiaccio costituenti le nubi nottilucenti e di avere con cadenza giornaliera immagini panoramiche delle nubi sulla calotta polare.
2. CDE (Cosmic Dust Experiment): misura la quantità di polveri spaziali che raggiunge l'atmosfera dallo spazio esterno aiutando a capirne il ruolo nella formazioni delle nubi.
3. SOFIE (Solar Occultation for Ice Experiment): sfruttando gli occultamenti solari misura le particelle delle nubi, i gas atmosferici e la temperatura durante la formazione delle nubi. Le osservazioni dovrebbero determinare le condizioni e gli elementi chimici necessari per la formazione delle nubi nottilucenti.